# Made man
En la Mafia estadounidense y siciliana, un made man (en español: "hombre hecho") es un miembro totalmente iniciado de la Mafia. Para llegar a ser "made" (en español: "hecho"), asociado primero debe ser italiano o descendiente de italianos y respaldado por otro "made man". A un recluta se le requerirá que haga el juramento de la omertà, el código de silencio y de honor de la Mafia. Luego de su ceremonia de iniciación, el asociado se convierte en un "made man" y tiene el rango de soldado (en italiano: soldato) dentro de la jerarquía de la Mafia. Los made men son los únicos que pueden progresar en los rangos de la Mafia, de soldado a caporegime, consigliere, subjefe, y jefe.
Otros nombres comunes para los miembros incluyen hombre de honor (en italiano: uomo d'onore), hombre de respeto (Italian: uomo di rispetto), uno de nosotros, amigo de nosotros (Italian: amico nostro), buen muchacho y wiseguy; aunque los dos últimos términos pueden también aplicarse a asociados no iniciados quienes trabajan de manera cercana con la Mafia. Llegar a ser sicario de la Mafia es usualmente sinónimo de haber sido iniciado como un "made man".
Otros términos callejeros para haber sido iniciado en la Mafia incluyen el de haber sido "enderezado" o "bautizado" y ganarse su propia "insignia". "Los libros están abiertos" es una frase utilizada en la Mafia para indicar que una familia en particular está lista para aceptar nuevos miembros. En contraste, si una familia no desea o no puede admitir nuevos miembros se dice que "los libros están cerrados". En Sicilia, el término apropiado para un miembro de la Mafia siciliana es en italiano uomo d'onore, o en siciliano omu d'onuri. Mafioso y el plural mafiosi son términos comunes usados coloquialmente y por la prensa y la academia, pero generalmente no son usados por miembros de la propia Mafia.